# ゲド〜戦いのはじまり〜
『ゲド〜戦いのはじまり〜』（ゲド たたかいのはじまり、原題：EARTHSEA）は、2004年12月13日にアメリカ合衆国のSci-Fiチャンネルにて放送されたテレビ映画。アーシュラ・K・ル＝グウィンの小説『ゲド戦記』の第1巻・第2巻をベースにした実写映像化作品で、魔法を身に付けた若かりし頃のゲドを描いたファンタジー。ロバート・リーバーマンの監督、ギャヴィン・スコットの脚本、ショーン・アシュモアの主演による。
日本では2006年8月4日に日活よりDVD（NKDF-2120）が発売されている。また、2007年5月3日にWOWOWにて放送されている。

## キャスト
| 役名             | 俳優                       | 日本語吹き替え |
| ---------------- | -------------------------- | -------------- |
| ゲド             | ショーン・アシュモア       | 石田彰         |
| テナー           | クリスティン・クルック     | 浅野真澄       |
| オジオン         | ダニー・グローヴァー       | 田中信夫       |
| サー             | イザベラ・ロッセリーニ     | 寺内よりえ     |
| タイガス         | セバスチャン・ロッシェ     | 小山力也       |
| カラスノエンドウ | クリストファー・ゴーシャー | 檜山修之       |
| ヒスイ           | マーク・ヒルドレス         | 武藤正史       |

- その他の日本語吹き替え：長克巳、日野由利加、木川絵理子、五王四郎、遠藤綾、風間秀郎、彩乃木崇之、木下紗華、櫛田泰道、赤城進、魚建、谷昌樹、沢城みゆき、加納千秋、田中晶子

## スタッフ
- 監督：ロバート・リーバーマン
- 製作：マシュー・オコナー、マイケル・オコナー
- 製作総指揮：ローレンス・ベンダー、ケヴィン・ケリー・ブラウン、ロバート・ハルミ・Jr、ロバート・ハルミ・Sr
- 原作：アーシュラ・K・ル＝グウィン
- 脚本：ギャヴィン・スコット
- 撮影：スティーヴ・ダニラック
- 音楽：ジェフ・ローナ
- 編集：アラン・リー

日本語版制作スタッフ
- プロデューサー：朝倉美奈子（日活）
- 演出：高橋剛
- 翻訳：桜井文
- 調整：清本百合子（スタジオマウス）
- 日本語版制作：日活、ソニーPCL